# Miss Elizabeth
Miss Elizabeth (Frankfort, 19 de novembro de 1960 — Marietta, 1 de maio de 2003) foi uma lutadora de luta profissional e manager norte-americana.
Trabalhou na WWF/E e World Championship Wrestling (WCW).
Morreu devido a uma overdose de drogas e álcool, em 1 de maio de 2003, aos 42 anos.